# ウォーター・ベイビーズ (アルバム)
『ウォーター・ベイビーズ』（Water Babies）はマイルス・デイヴィスのスタジオ・アルバム。マイルス・デイヴィスが1970年代に2度引退した際、後半の時期に発売された。様々な様式にわたる「残り物」を集めたもので、1967年のクインテットの『ネフェルティティ』のセッションに始まり、実験的な過渡期である『キリマンジャロの娘』と『イン・ア・サイレント・ウェイ』の間の時期に至るまで、約18か月にわたる期間の録音を聞くことができる。
実際の収録が行われた後何年も経てから発売されたため、1967年に録音されたウェイン・ショーターが作曲した3曲は、1969年のショーターのブルーノートでのアルバム『スーパー・ノヴァ』で先に発表されることになった。その際の演奏はずっとフリー・ジャズ寄りでアヴァンギャルドな演奏となっている。
A面では、デイヴィスの偉大な第2クインテットである、デイヴィス、ショーター、ハンコック、ウィリアムズ、カーターの演奏を取り上げている。B面では、ロン・カーターに代わってデイヴ・ホランドがベースを演奏し、チック・コリアが電気ピアノでハービー・ハンコックと共演している。この顔ぶれは『イン・ア・サイレント・ウェイ』を録音したメンバーとほとんど同じで、同アルバムのB面は、この時のセッションから生まれたメンバーによる録音である。ショーターは、このセッションの後、テナー・サックスからソプラノ・サックスに持ち替えている。

## 収録曲
指定のない曲は全てウェイン・ショーター作。

### 1976年 LP版
Side one
1. "Water Babies"– 5:06
2. "Capricorn" – 8:26
3. "Sweet Pea" – 7:59

Side two
1. "Two Faced" – 18:00
2. "Dual Mr. Anthony Tillmon Williams Process" (Miles Davis, Tony Williams) – 13:20

### 2002年 再発CD
1. "Water Babies" – 5:06
2. "Capricorn" – 8:26
3. "Sweet Pea" – 7:59
4. "Two Faced" – 18:00
5. "Dual Mr. Anthony Tillmon Williams Process" (Miles Davis, Tony Williams) – 13:20
6. "Splash" (Miles Davis) – 10:05

## パーソネル

### Tracks 1-3
- マイルス・デイヴィス － トランペット
- ウェイン・ショーター － テナー・サックス
- ハービー・ハンコック － ピアノ
- ロン・カーター － ベース
- トニー・ウィリアムズ － ドラムズ

### Tracks 4-6
- マイルス・デイヴィス － トランペット
- ウェイン・ショーター － テナー・サックス
- チック・コリア & ハービー・ハンコック － 電気ピアノ
- デイヴ・ホランド － ベース
- トニー・ウィリアムズ － ドラムズ